# 中國品牌日
中國品牌日是一個提升中華人民共和國產品品牌影响力和认知度的活動舉辦日，於每年5月10日舉行。主辦單位為国家发展和改革委员会、中共中央宣传部、工业和信息化部、农业农村部、商务部等部門。首屆中國品牌日於2017年舉辦。

## 外部連結
- 官方网站